# Eduard Lucerna
Eduard Lucerna (Klagenfurt, 11. studenoga 1869. – Gries (danas dio Bozena), 26. studenoga 1944.) bio je austrijski skladatelj. 
Magistrirao je ljekarništvo u Grazu, radio je kao ljekarnik u raznim gradovima, a 1900. je stekao ljekarnu u Griesu, gdje je živio i radio do smrti. Glazbeno obrazovanje stekao je od majke. U Bozenu je djelovao i kao violist u komornim ansamblima, te je skladao, osobito komornu glazbu, ali i simfonije i druga djela za orkestar. Operu Zlatorog skladao je po libretu koji je napisala njegova sestra, austrijska i hrvatska književnica Camilla Lucerna.